# القيادة الاستراتيجية للولايات المتحدة الأمريكية
القيادة الاستراتيجية للولايات المتحدة الأمريكية ( USSTRATCOM ) هي واحدة من إحدى عشرة قيادة مقاتلة موحدة في وزارة الدفاع الأمريكية . يقع مقرها في قاعدة أوفوت الجوية ، نبراسكا ، وهي مسؤولة عن الردع الاستراتيجي والإضراب العالمي وتشغيل شبكة المعلومات العالمية التابعة لوزارة الدفاع. كما يوفر مجموعة من القدرات لدعم القيادات المقاتلة الأخرى ، بما في ذلك الدفاع الصاروخي المتكامل ؛ والقيادة العالمية والسيطرة والاتصالات وأجهزة الكمبيوتر والاستخبارات والمراقبة والاستطلاع ( C4ISR ). توجد هذا القيادة لإعطاء القيادة الوطنية موردًا موحدًا لفهم أكبر لتهديدات محددة حول العالم ووسائل للرد على تلك التهديدات بسرعة.

## بيان المهمة
تستخدم القدرات النووية والإلكترونية والعالمية والحرب الإلكترونية المشتركة والدفاع الصاروخي وقدرات الاستخبارات لردع العدوان والاستجابة بحزم ودقة في حالة فشل الردع وضمان الحلفاء وتشكيل السلوك العدواني وهزيمة الإرهاب وتحديد قوة المستقبل.

## الأولويات
- الردع الاستراتيجي
- استجابة حاسمة
- قوة جاهزة الاستعداد للقتال [5]

## نية القيادة
- احتضان الردع الاستراتيجي ، الذي يتكون من قوات قتالية مشتركة مبتكرة متكاملة ومتزامنة في مجالات متعددة لضمان الأمن القومي الأمريكي.
- ضمان استجابة حاسمة للعدوان ، ضد أي تهديد ، عندما تدعو إليه القيادة الوطنية المدنية.
- توقع وتلبية المطالب التكتيكية والمسرح والاستراتيجية من خلال الخطط التشغيلية وتنمية القدرات.
- تطوير الجيل القادم من الأشخاص والقدرات من أجل الفوز في الصراعات المستقبلية.[5]

## قائمة القادة المقاتلين
|         | صورة فوتوغرافية | اسم                                               | بدأ المصطلح                                 | انتهى المصطلح         |
| ------- | --------------- | ------------------------------------------------- | ------------------------------------------- | --------------------- |
| 1.      |                 | الجنرال جورج ل. بتلر ، القوات الجوية الأمريكية    | يونيو 1992                                  | 14 فبراير 1994        |
| 2.      |                 | الأدميرال هنري جي.شيليس الابن ، يو إس إن          | 14 فبراير 1994                              | 21 فبراير 1996        |
| 3.      |                 | الجنرال يوجين هابيجر ، القوات الجوية الأمريكية    | 21 فبراير 1996                              | 1 أغسطس 1998          |
| 4.      |                 | الأدميرال ريتشارد دبليو ميس ، يو اس ان            | 1 أغسطس 1998                                | 2002                  |
| 5.      |                 | الأدميرال جيمس أوليس ، الابن ، يو إس إن           | 2002                                        | 9 يوليو 2004          |
| 6.      |                 | الجنرال جيمس إ. كارترايت ، يو اس ام اف            | 9 يوليو 2004 (بالنيابة) </br> 1 سبتمبر 2004 | 10 أغسطس 2007         |
| التمثيل |                 | الفريق روبرت روبرت كيلر ، القوات الجوية الأمريكية | 10 أغسطس 2007                               | 3 أكتوبر 2007         |
| 7.      |                 | الجنرال كيفين شيلتون ، القوات الجوية الأمريكية    | 3 أكتوبر 2007                               | 28 يناير 2011         |
| 8.      |                 | الجنرال سي روبرت كيلر ، القوات الجوية الأمريكية   | 28 يناير 2011                               | 15 نوفمبر 2013        |
| 9.      |                 | الأدميرال سيسيل هاني ، يو اس ان                   | 15 نوفمبر 2013                              | 3 نوفمبر 2016         |
| 10.     |                 | الجنرال جون إي. هيتين ، القوات الجوية الأمريكية   | 3 نوفمبر 2016                               | 18 نوفمبر 2019        |
| 11.     |                 | الأدميرال تشارلز ريتشارد ، يو اس ان               | 18 نوفمبر 2019                              | مايجب في الوضع الراهن |

## روابط خارجية
- الموقع الرسمي للقيادة الاستراتيجية للولايات المتحدة
- صحيفة وقائع مركز القيادة الاستراتيجية الأمريكية
- مجلة القوات الجوية ، مجلة جمعية القوات الجوية ، أغسطس 2008.
- FAS: قيادة الفضاء الأمريكية (USSPACECOM)
- تقرير مكتب محاسبة الحكومة: الإجراءات الإضافية المطلوبة من قبل القيادة الإستراتيجية الأمريكية لتعزيز تنفيذ مهماتها المتعددة والمنظمة الجديدة